# Wilder (Minnesota)
Wilder – miasto w Stanach Zjednoczonych, w stanie Minnesota, w hrabstwie Jackson.